# Tower Palace One
Tower Palace One là một khu chung cư phức hợp hoàn thành vào năm 2002 ở Seoul, Hàn Quốc. Nó gồm 3 tòa nhà: Tower A, Tower B và Tower C. Cao nhất trong ba tòa nhà là Tower B cao 234 m (768 ft), Towers A và C cao 209 m (686 ft).

## Liên kết
- Emporis.com - Tower Palace One, Tower B
- Emporis.com - Tower Palace One, Tower B
- Emporis.com - Tower Palace One, Tower B